# Pasian di Prato
Pour les articles homonymes, voir Prato (homonymie).
Pasian di Prato est une commune italienne de la province d'Udine, dans la région Frioul-Vénétie Julienne.

## Administration
| Période                                  | Période | Identité | Étiquette | Qualité |
| ---------------------------------------- | ------- | -------- | --------- | ------- |
|                                          |         |          |           |         |
| Les données manquantes sont à compléter. |         |          |           |         |

### Hameaux
Pasian di Prato, Colloredo di Prato, Passons, più le località di Santa Caterina e Bonavilla.

### Communes limitrophes
Basiliano, Campoformido, Martignacco, Tavagnacco, Udine.

## Links sur Pasian di Prato
- Cooperativa di Consumo de Pasian di Prato